# Statens Kunstfonds hædersydelse
Statens Kunstfonds livsvarige kunstnerydelse (officielt Statens Kunstfonds Hædersydelse) tildeles kunstnere, der har "placeret sig afgørende som kunstner", vurderet ud fra kvaliteten i den kunstneriske produktion.
Også før oprettelsen af Statens Kunstfond i 1964 findes der eksempler på, at kunstnere kom på finansloven, men eksemplerne er mere sporadiske. Først i 1883 kom de første kvindelige forfattere på finansloven. Ti kvindelige forfattere fik det år tildelt en årlig ydelse, blandt andre Alfhilda Mechlenburg, Teckla Juel, Fanny Suenssen og Louise Bjørnsen. 
Tildeling af livsvarig kunstnerydelse foretages af Statens Kunstfonds repræsentantskab efter indstilling fra fondens legatudvalg.
Pr. 1. januar 2014 ændrede Statens Kunstfonds livsvarige ydelser navn til hædersydelser.

## Størrelsen af hædersydelsen
Den årlige ydelse som modtagerne får, afhænger af deres øvrige skattepligtige indkomst de seneste tre år. De her angivne størrelser gjaldt per 1. april 2023:
- Modtagere af hædersydelsen fik maksimumsydelsen på ca. 186.000 kr. per år hvis deres gennemsnitlige årlige skattepligtige indkomst fraregnet hædersydelsen var på ca. 240.000 kr. eller lavere.
- Mellemydelsen hvis størrelse afhænger af indkomsten gives til modtagere med en gennemsnitlig årlig skattepligtig indkomst mellem ca. 240.000 og ca. 461.000 kr.
- Kunstnere som er tildelt Statens Kunstfonds hædersydelse før 1. januar 2014 og som havde en gennemsnitlig årlig skattepligtig indkomst på over ca. 461.000 kr. fik minimumsydelsen på 19.000 pr. år. Kunstnere i den højeste indtægtsgruppe som er tildelt hædersydelsen senere, modtager ingen ydelse.

Nogle af de hædersydelser som Statens Kunstfond tildelte før 1978, er ikke afhængig af kunstnerens indkomst. Der var i 2024 stadig to kunstnere som fik en ikke-indtægtsreguleret årlig ydelse på ca. 98.000 kr.
Ægtefæller til afdøde kunstnere, som fik tildelt Statens Kunstfonds hædersydelse før 1. januar 2014, får en livsvarig ydelse på halvdelen af den ydelse som den afdøde kunstner fik på dødstidspunktet hvis kunstnerens gennemsnitlige skattepligtige indkomst ikke var over ca. 351.000 kr.
Den samlede udgift til ydelserne var omkring 38 millioner kroner i 2024.

## Antal modtagere af hædersydelsen
Statens Kunstfonds hædersydelse gives til 275 kunstnere. Når kunstnere som har modtaget ydelsen dør, tildeles hædersydelsen til nye kunstnere så antallet af modtagere forbliver 275.
Modtagerne er i 2025 fordelt på kunstarterne:
- Billedkunstnere: 81 modtagere (72 planlagt)
- Skønlitterære forfattere: 64 modtagere (63 planlagt)
- Forfattere med forfatterskab af almen kulturel betydning: 11 modtagere (10 planlagt)
- Oversættere: 4 modtagere (4 planlagt)
- Komponister: 40 modtagere (44 planlagt)
- Kunsthåndværkere og designere: 31 modtagere (33 planlagt)
- Arkitekter: 19 modtagere (21 planlagt)
- Skabende scenekunstnere: 14 modtagere (14 planlagt)
- Skabende filmkunstnere: 11 modtagere (14 planlagt)

Det er planlagt gradvist at ændre fordelingen af modtagere mellem kunstarterne til en mere ligelig fordeling. Det planlagte antal fremtidige modtagere er angivet i parentes i oversigten over kunstarterne.